# Герб Летичева
Герб Летичева затверджений 26 грудня 1995 р. рішенням № 1 сесії міської ради. Основою став герб містечка, який був затверджений у 1796 році та герб проекту Б. Кене 1864 p. Автор сучасного гербу — В. М. Ільїнський.

## Опис герба
На лазуровому полі срібний хвилястий пояс; у горішній частині золоте сонце з шістнадцятьма променями, у долішній — срібний вовк, що біжить вправо. Щит обрамований декоративним картушем і увінчаний срібною міською короною з трьома вежами.

## Значення символів
Пояс означає річку Вовк, на якій розташоване місто, сонце символізує Подільську землю, вовк є старовинним гербом Летичева.
Герб Летичева є оригінальним взірцем промовистого герба в українській міській символіці, який, всупереч традиції, відтворював своєю емблемою назву не самого міста, а річки, над якою місто було засновано.